# Foto Jayne Mansfield–Sophia Loren
La actriz y modelo estadounidense Jayne Mansfield, conocida por sus trucos publicitarios donde explotaba su físico exuberante, asistió a una cena en el exclusivo restaurante Romanoff de Beverly Hills organizada por Paramount Pictures para dar la bienvenida oficial a la actriz italiana Sophia Loren a Hollywood. Una fotografía de las dos mujeres, con Loren mirando de reojo el desbordante busto de Mansfield, fue distribuida mundialmente y se convirtió en una sensación internacional.

## Incidente
En abril de 1957, la actriz italiana Sophia Loren fue recibida en Hollywood por Paramount Pictures con una gran cena en el restaurante Romanoff en Beverly Hills. Loren ya había conseguido un éxito considerable en Europa como actriz. Había sido la actriz más fotografiada en el Festival de Cannes de 1955.
Aquel mismo año, 20th Century Fox también había empezado a publicitar a la actriz Jayne Mansfield como la "bomba rubia" sucesora de Marilyn Monroe después del éxito de la película The Girl Can't Help It (1956). Mansfield, ella misma una actriz exitosa con películas y obras de Broadway así como por su aparición en la revista Playboy como Playmate del Mes, era ampliamente conocida por escenificar trucos publicitarios para captar la atención, como cuando posó en bikini en una piscina y la parte superior de la prenda se rompió mientras la rodeaban los periodistas y fotógrafos.
Según Loren, Mansfield fue la última persona en llegar a la cena y fue directamente a su mesa, donde se sentó entre Loren y su compañero de cena Clifton Webb. Mansfield, llevando un ceñido vestido de satén en su color característico, rosa, con finos tirantes y amplio escote delante y a la espalda, fue fotografiada en la mesa durante la cena, cuando en un momento dado, se inclina mientras Loren mira de reojo su desbordado escote. El vestido de Mansfield, que llevaba sin sujetador, parece exponer uno de sus pezones en algunas fotos.

## Publicidad mundial
Loren fue captada en varias imágenes mirando los pechos expuestos de Mansfield. Más de un fotógrafo capturó el momento; tanto Delmar Watson como Joe Shere vieron a Loren lanzando una mirada de reojo al desbordante busto de Mansfield. Aquella imagen recibió atención en todo el mundo, apareciendo en los periódicos y revistas con la palabra "censurada" ocultando el pecho expuesto de la actriz.

## Reacción
Temerosos del ultraje público, la mayoría de los diarios italianos rechazaron imprimir las telefotos; Il Giorno y la Gazzetta del Popolo las imprimieron después de retocarlas para cubrir la mayor parte del pecho de Mansfield, y solamente Il Giornale d'Italia las imprimió sin censurar.

Malinterpretada como una mirada de envidia de una Loren que también destacaba por su busto generoso, en noviembre de 2015 la estrella italiana describió la cena y el incidente en una entrevista con Entertainment Weekly, desvelando la verdad:
"Todo el cine estaba allí, era increíble. Y entonces entra Jayne Mansfield, la última en llegar. Para mí, aquello fue cuando se puso increíble. Ella vino directamente para mi mesa. Sabía que todo el mundo miraba. Se sentó. Y ahora, ella estaba apenas… Escucha. Mira la foto. Dónde están mis ojos? Estoy mirando sus pezones porque tengo miedo de que estén a punto de llegar a mi plato. En mi cara puedes ver el miedo. Estoy tan asustada de que todo su vestido vaya a estallar —BOOM!— y se derrame por toda la mesa." 
A pesar de que a Loren se le pide todavía frecuentemente que firme un autógrafo sobre una copia de la fotografía, ella se niega, prefiriendo apartarse del incidente en cambio. "No quiero tener nada que ver con eso. Y también por respeto a Jayne Mansfield porque ya no está con nosotros."

## Legado
En 1993, Daniela Federici creó un homenaje con Anna Nicole Smith como Mansfield y la DJ neoyorquina Sky Nellor como Loren para una campaña publicitaria de los vaqueros Guess?. Más tarde, Mark Seliger tomó una foto llamada Heidi Klum en Romanoff con Heidi Klum en una reproducción del restaurante. Esta foto fue también parodiada en el episodio de 2014 de Modern Family titulado "iSpy" con Julie Bowen en el lugar de Loren mirando el pecho de Sofía Vergara, que ocupó el sitio de Mansfield.
Jessica Simpson, después de ser humillada por Vogue en 2020, publicó la famosa foto en sus páginas de las redes sociales y dijo que se sentía como Jayne Mansfield. Vogue se disculpó rápidamente con ella.